# دونالد ماكلين
دونالد ماكلين هو قاضي وسياسي كندي، ولد في 1877 في Fourchu, Nova Scotia ‏ في كندا، وتوفي في 1 يوليو 1947. نشط حزبياً في حزب ساسكاتشوان المحافظ التقدمي. وقد انتخب عضو المجلس التشريعي في ساسكاتشوان ‏.